# Alonissos
Alonissos (Grieks: Αλόννησος) is een eiland en gemeente (dimos) dat deel uitmaakt van de eilandengroep de Noordelijke Sporaden, gelegen in het noordwesten van de Egeïsche Zee en behoort tot de bestuurlijke regio (periferia) Thessalië van Griekenland. Het eiland maakt deel uit van het Nationaal park Alonissos en Noordelijke Sporaden.
Het eiland (en gelijknamige gemeente) heeft een oppervlakte van 64 km2 en een inwoneraantal van 2985.

## Algemeen
Het eiland is groen met veel pijnbomen en heeft geen bijzonder hoge bergen (tot 500 m). Het wegennet is niet erg uitgebreid en liggen voornamelijk in het zuiden waar ook de grootste haven is te vinden. Het noordelijke deel is vrij dunbevolkt en rustig. De hoofdstad Chorio (Liadromia) voor de lokale bevolking ligt zoals op meerdere Griekse eilanden boven op de top van een heuvel en is in 1965 getroffen door een aardbeving en zijn er veel huizen verwoest en later ook weer opgebouwd maar velen ook niet. Daarna is een groot deel van de bevolking verhuisd naar de kust en hebben daar een nieuw dorp gesticht ( Patitiri ).
Dicht bij het eiland liggen meerdere kleinere eilanden voor de kust en worden veel bezocht door de monniksrob. Per draagvleugelboot of veerboot is Alonissos te bereiken Agios Konstantinos, Skopelos, Volos, Skiathos en Kymi.
Alonissos is het meest serene eiland van de Noordelijke Sporaden eilanden en nog niet aangetast door het toerisme wat langzaam groeit.
Het eiland staat bekend om zijn natuurlijke schoonheid en zijn stranden.
De schoonheid van Alonissos is ook te danken aan zijn dichte pijnboombossen die een groot deel van het eiland bedekken.
Ook eiken- en fruitbomen versieren het eiland.
Naar Alonissos komt men voor de rust en kalmte in een mooie en onaangetaste omgeving.

## Hoofdstad
Het oude Alonissos ligt 4 km verwijderd van de huidige hoofdstad en is gebouwd op de top van een heuvel en biedt een mooi uitzicht over de Egeïsche Zee en het eiland Skopelos.

## Stranden
Het eiland staat bekend om zijn mooie stranden en heldere water omgeven door pijnbomen en mooie formaties. Er wordt beweerd dat het zeewater rondom Alonissos het schoonste is van de Egeïsche Zee.
De meeste stranden zijn van natuurlijke origine, enkele zijn aangelegd.

## Fauna
De zeldzame monniksrob (Monachus Monachus) is op het eiland te vinden evenals het Marien Natuurpark, waar diverse zoogdieren en vogels leven.

## Duurzaam toerisme
In het jaar 2011 heeft Alonissos een QualityCoast Gold Award mogen ontvangen voor haar inspanningen om een duurzame toeristische bestemming te worden.